# ブレイク・クロフォード
ブレイク・クロフォード（Blake Crawford、1962年9月15日 - ）は Freewave, Zenith, Avocado, Group Echo, DXIM, Remix 等のタレント事務所に登録している外国人俳優、モデルである。米国生まれで、6歳から京都で育った（国籍は米国）。靴のサイズ29cm、言語は英語、日本語。

## 人物
主に映画やドラマ、バラエティ等の出演をこなしている。端役から出演シーンが少ないながらも重要な役どころを演じることもある。日本語は流暢である。

## 出演
太字はメインキャラクター

### 映画
- Codename:TOMOKO〈TOMOKO　もっとも危険な女〉（2000年） - ジャック・マクデワイド 役
- この世の外へ クラブ進駐軍（2003年） - 大使館米兵 役
- 花と蛇（2003年）
- 日本以外全部沈没（2006年） - ジェリー・クルージング 役
- 日本の青空（2008年） - ハーバート・ノーマン 役
- 嘘八百（2018年） - ピエール 役
- 嘘八百 京町ロワイヤル（2020年） - ピエール 役

### テレビドラマ
- 必殺スペシャル・春 勢ぞろい仕事人! 春雨じゃ、悪人退治（1990年） - シーボルト 役
- 新 花へんろ（1997年）
- 大奥スペシャル〜幕末の女たち〜（2004年）
- 鹿鳴館（2008年）
- RHプラス（2008年） - 神父 役[2]
- NHKスペシャル「感染爆発〜パンデミック・フルー」（2008年） - 研究員 役
- NHK大河ドラマ
  - 篤姫（2008年） - タウンゼント・ハリス 役
  - 龍馬伝（2010年） - イギリス士官 役
  - 八重の桜（2013年） - アーネスト・サトウ 役
  - 西郷どん（2018年） - タウンゼント・ハリス 役
  - 青天を衝け（2021年） - ヘンリー・A・アダムズ 役
- 坂の上の雲（2009年） - アンソニー・ジョーンズ大尉 役
- 不毛地帯（2009年）
- 日本人の知らない日本語（2010年） - ジャック・パウエル 役
- 1991 雲仙・普賢岳 〜避難勧告を継続せよ〜（2011年）
- 科捜研の女 Season16（2017年） - ジャン・フィリップ・マルタン 役
- ドクターX〜外科医・大門未知子〜 第5シリーズ（2017年） - マクソン教授 役[3]
- NHK連続テレビ小説
  - べっぴんさん（2016年後期） - ランディ大佐 役
  - わろてんか（2017年後期） - ジェイソン・ハミル（を名乗る男） 役
  - 虎に翼（2024年前期） - アルバート・ホーナー 役
- 空白を満たしなさい（2022年、NHK）[4] - ラデック（ラドスワフ・タタルチュック） 役
- 新・信長公記〜クラスメイトは戦国武将〜（2022年、日本テレビ） - マシュー・ペリー 役
- NHK夜ドラ
  - ミワさんなりすます（2023年、NHK総合）- ニコラス・シラー監督 役
- 大富豪同心スペシャル（2024年12月〈予定〉、NHK BSプレミアム4K） - トマス 役[5]

### webドラマ
- 龍が如く〜Beyond the Game〜（2024年10月25日 - 、Amazon Prime Video）

### バラエティ等
- 本当にあった!恐いデーブ - 外国人レポーター
- ザ・ベストハウス123壮絶!ものスゴい女スペシャルPART4 - ボビー・ブライドウェル 役
- よみがえる新日本紀行　「坂の街のエトランゼ～神戸～」- 本人（1978年3月13日放送の「新日本紀行」『坂の街のエトランゼ』に登場）

### ニュース
- すぽると!（2003年） - スポーツ解説者

### CM
- ツーカーホン関西～ポリス編～（2003年） - マイク 役
- 明治製菓 - XYLISH
- au(KDDI) Cyber - shot S001～もし僕が、嵐でなかったら。～（2009年） - ヨーロッパ企業の幹部 役
- オデッセイ コミュニケーションズ Microsoft Office Specialist（2009年 - 2010年）- 上司（部長）役およびナレーション
- 大幸薬品 正露丸（2018年8月 ～ ） - ゲイリー博士 役
- ドミノ・ピザ ジャパン 「クワトロ・ニューヨーカー」（2019年1月 ～ ） - ピザ職人 役

### DVD
- ハローキティとハローイングリッシュ（2003年6月18日）

### ゲーム
- 428 〜封鎖された渋谷で〜（Wii、2008年12月4日） - リーランド・パーマー 役

### PV
- NEWS「チャンカパーナ」（2012年7月18日）
- こぶしファクトリー「明日テンキになあれ」（2018年3月28日）